# Semiopyla
Semiopyla Simon, 1901 è un genere di ragni appartenente alla famiglia Salticidae.

## Distribuzione
Le tre specie oggi note di questo genere sono state rinvenute in alcune località dell'America centrale, in Argentina e in Paraguay.

## Tassonomia
A dicembre 2010, si compone di tre specie:
- Semiopyla cataphracta Simon, 1901[2] — dal Messico all'Argentina
- Semiopyla triarmata Galiano, 1985 — Argentina
- Semiopyla viperina Galiano, 1985 — Paraguay, Argentina